# N'Mai
La N'Mai, May Kha (birman မေခမြစ်, mè kʰa̰ mjɪʔ) ou N'Mai Hka, est une rivière de l'Est du Tibet et du nord de la Birmanie (Union du Myanmar).

## Géographie
La N'Mai prend sa source complètement à l'Est du Tibet, dans les glaciers de l'Himalaya, à environ 28° de latitude nord. Elle coule vers le sud entre la Salouen à l'Est et la frontière birmane à l'Ouest, puis entre en Birmanie dans le nord de l'État de Kachin, où elle coule parallèlement à la Mali, qu'elle rejoint pour former l'Irrawaddy à une quarantaine de km au nord de Myitkyina. Elle n'est pas navigable, en raison de ses forts courants.
Le point de confluence (Myit-son) avec la Mali River est « un des sites culturels les plus importants pour les Kachins et un site majeur pour toute la Birmanie ». La construction du barrage de Myitsone a commencé à cet endroit.
L'ornithologiste britannique Bertram E. Smythies a étudié la région dans les années 1940. Plus récemment, Kalaya Lu, lecteur assistant au département de botanique de l'Université de Myitkyina de 2002 à 2006, a publié un article sur la biodiversité végétale du bassin versant de la Nmai et conclu qu'il comprenait plusieurs écosystèmes étagés de 800 à plus de 4600 mètres, et certaines des zones les plus riches du monde pour la flore sino-himalayienne.
En 2007, le gouvernement birman a signé un accord avec China Power Investment Corporation pour la construction d'une série de barrages sur l'Irrawaddy, la Mali et la N’Mai. Cinq barrages ont été proposés sur la N'Mai, un sur la Mali et un à leur confluence. Celui-ci, le plus grand des sept, va détruire le site. Sa construction a commencé en 2008. Une manifestation de protestation contre un des barrages à Chipwi a été réprimée.